# Famedio
Ein Famedio ist ein Gebäude, das für die Bestattung berühmter Persönlichkeiten bestimmt ist. Famedios finden sich vor allem in Italien, aber auch in Spanien.

## Form und Bestimmung

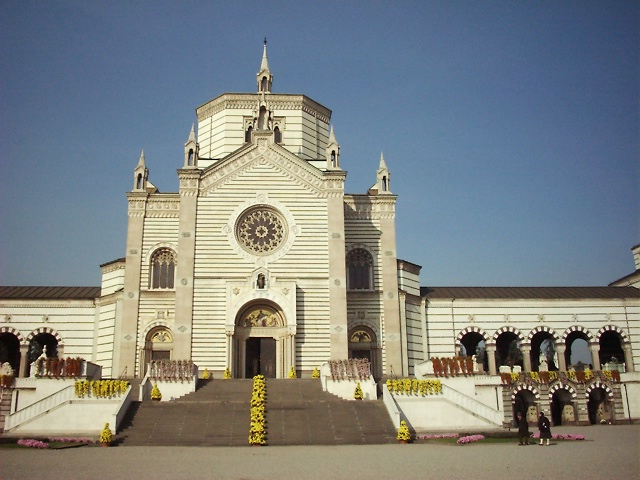
Famedio und gleichzeitig Haupteingang des Cimitero Monumentale von Mailand

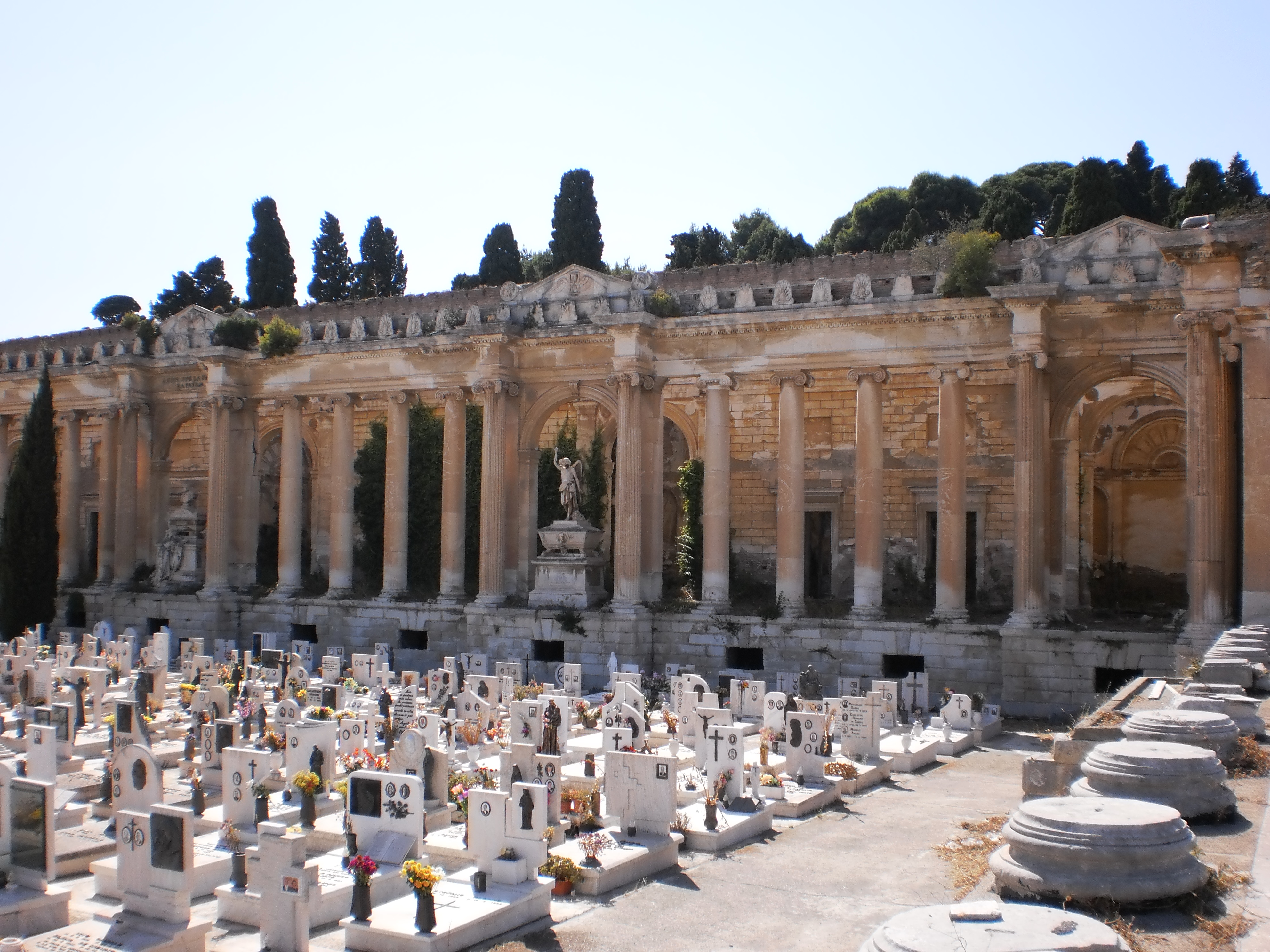
Famedio des Cimitero Monumentale von Messina

Ein Famedio weist tempelartige Formen auf und ist in der Regel für die Bestattung prominenter Persönlichkeiten vorgesehen, dient manchmal aber auch als Ort des Gedenkens an im Krieg Gefallene. Im Gegensatz zum Mausoleum, das normalerweise einer Person gewidmet ist, bietet ein Famedio Raum für Dutzende oder gar Hunderte von Grabstätten.
Famedios befinden sich häufig in exponierter Lage am oder direkt als Haupteingang italienischer und spanischer Groß- oder Monumentalfriedhöfe, beispielsweise diejenigen des Cimitero Monumentale von Mailand, des Monumentalfriedhofs Staglieno in Genua und des Cimitero Monumentale von Messina; auf dem Cimitero Monumentale della Certosa di Bologna und in Brescia liegen sie abgeschiedener und ruhiger. Die Famedios der Friedhöfe von Mailand, Brescia, Bologna, Genua sind durch Arkaden mit angrenzenden Gebäuden verbunden, andernorts sind isoliert stehende anzutreffen, beispielsweise in Messina und Barcelona.

## Etymologie
Der italienische Begriff wurde in den 1860er Jahren aus dem lateinischen fama  „Ruhm“ und aedes „Tempel“ (nach dem Vorbild von Cavaedium, ital. Cavedio) gebildet. Er bedeutet also etwa „Ruhmestempel“.